# Hogans hjältar
Hogans hjältar (originaltitel: Hogan's Heroes) är en amerikansk sitcom-serie med Bob Crane (överste Robert Hogan), Werner Klemperer (överste Wilhelm Klink) och John Banner (sergeant Schultz) i huvudrollerna som hade premiär i USA 17 september 1965. Svensk TV-premiär först i maj 1980. Serien skapades av Bernard Fein och Albert S. Ruddy.
Hogans hjältar utspelar sig i ett tyskt krigsfångläger under andra världskriget. Där sitter den amerikanske översten Robert Hogan med sina medfångar och de verkar styra och ställa över Nazitysklands samlade motståndsrörelse inifrån fånglägret Stalag 13. Detta är nämligen det enda tyska krigsfångläger som det inte har genomförts en enda lyckad rymning från. Detta beror dock mera på att fångarna inte vill rymma än att säkerheten skulle vara särskild hög. Hogan och hans manskap har grävt tunnlar som de ofta använder för att ta sig ut (och in igen) när de exempelvis ska genomföra sabotage mot någon tysk vapenfabrik.
Kommendant för fånglägret är den tyske monokelprydde översten Wilhelm Klink, som egentligen är helt oduglig och ständigt blir lurad av Hogan. Klinks kontor är avlyssnat av Hogan, vilket allt som oftast visar sig vara användbart i motståndsarbetet. Klinks underlydande, sergeant Schultz, är en fryntlig, än mer lättlurad soldat, som emellertid är högst medveten om Hogans aktiviteter, utan att ha kapacitet att göra något åt det. För det mesta tittar han åt ett annat håll och yttrar: "I know nooothing".
Övriga roller i de fasta persongalleriet spelades av Robert Clary (som den amoröse fransmannen Louis LeBeau), Richard Dawson (som britten Peter Newkirk, expert på att imitera), Ivan Dixon (som den amerikanske radiotelegrafisten James (Ivan) "Kinch" Kinchloe) och Larry Hovis (som den något trögfattade amerikanen Andrew Carter). Ivan Dixon ersattes under säsong 6 av Kenneth Washington som spelade sergeant Baker. Båda dessa rollfigurer hade dock samma funktion i serien.
Totalt gjordes det 168 avsnitt mellan åren 1965 och 1971. Samtliga säsonger finns utgivna på DVD i USA.

## Avsnittsförteckning

### Säsong 1
1. The Informer
2. Hold That Tiger
3. Kommandant of the Year
4. The Late Inspector General
5. The Flight of the Valkyrie
6. The Prisoner's Prisoner
7. German Bridge is Falling Down
8. Movies Are Your Best Escape
9. Go Light on the Heavy Water
10. Top Hat, White Tie and Bomb Sight
11. Happiness is a Warm Sergeant
12. The Scientist
13. Hogan's Hofbrau
14. Oil for the Lamps of Hogan
15. Reservations are Required
16. Anchors Aweigh, Men of Stalag 13
17. Happy Birthday, Adolf
18. The Gold Rush
19. Hello, Zolle
20. It Takes a Thief... Sometimes
21. The Great Impersonation
22. The Pizza Parlor
23. The 43rd, a Moving Story
24. How to Cook a German Goose by Radar
25. Psychic Kommandant
26. The Prince from the Phone Company
27. The Safecracker Suite
28. I Look Better in Basic Black
29. The Assassin
30. Cupid Comes to Stalag 13
31. The Flame Grows Higher
32. Request Permission to Escape

### Säsong 2
1. Hogan Gives a Birthday Party
2. The Schultz Brigade
3. Diamonds in the Rough
4. Operation Briefcase
5. The Battle of Stalag 13
6. The Rise and Fall of Sergeant Schultz
7. Hogan Springs
8. A Klink, a Bomb and a Short Fuse
9. Tanks for the Memory
10. A Tiger Hunt In Paris (1)
11. A Tiger Hunt In Paris (2)
12. Will the Real Adolf Please Stand Up?
13. Don't Forget to Write
14. Klink's Rocket
15. Information Please
16. Art for Hogan's Sake
17. The General Swap
18. The Great Brinksmeyer Robbery
19. Praise the Führer and Pass the Ammunition
20. Hogan and the Lady Doctor
21. The Swing Shift
22. Heil Klink
23. Everyone Has a Brother-in-Law
24. Killer Klink
25. Reverend Kommandant Klink
26. The Most Escape-Proof Camp I've Ever Escaped From
27. The Tower
28. Colonel Klink's Secret Weapon
29. The Top Secret Top Coat
30. The Reluctant Target

### Säsong 3
1. The Crittendon Plan
2. Some of Their Planes Are Missing
3. D-Day at Stalag 13
4. Sergeant Schultz Meets Mata Hari
5. Funny Thing Happened on the Way to London
6. Casanova Klink
7. How to Win Friends and Influence Nazis
8. Nights in Shining Armor
9. Hot Money
10. One in Every Crowd
11. Is General Hammerschlag Burning?
12. A Russian is Coming
13. An Evening of Generals (a.k.a. Evening of the Generals)
14. Everybody Loves a Snowman
15. The Hostage
16. Carter Turns Traitor
17. Two Nazis for the Price of One
18. Is There a Doctor in the House?
19. Hogan, Go Home
20. Sticky Wicket Newkirk
21. War Takes a Holiday
22. Duel of Honor
23. Axis Annie
24. What Time Does the Balloon Go Up?
25. LeBeau and the Little Old Lady
26. How to Escape From Prison Camp Without Really Trying
27. The Collector General
28. The Ultimate Weapon
29. Monkey Business
30. Drums Along the Dusseldorf

### Säsong 4
1. Clearance Sale at the Black Market
2. Klink vs. the Gonculator
3. How to Catch a Papa Bear
4. Hogan's Trucking Service ... We Deliver the Factory to You
5. To the Gestapo with Love
6. Man's Best Friend is Not His Dog
7. Never Play Cards with Strangers
8. Color the Luftwaffe Red
9. Guess Who Came to Dinner?
10. No Names Please
11. Bad Day in Berlin
12. Will the Blue Baron Strike Again?
13. Will the Real Colonel Klink Please Stand Up Against the Wall?
14. Man in a Box
15. The Missing Klink
16. Who Stole My Copy of Mein Kampf?
17. Operation Hannibal
18. My Favorite Prisoner
19. Watch the Trains Go By
20. Klink's Old Flame
21. Up in Klink's Room
22. The Purchasing Plan
23. The Witness
24. The Big Dish
25. The Return of Major Bonacelli
26. Happy Birthday, Dear Hogan

### Säsong 5
1. Hogan Goes Hollywood
2. The Well
3. The Klink Commandos
4. The Gasoline War
5. Unfair Exchange
6. The Kommandant Dies at Dawn
7. Bombsight
8. The Big Picture
9. The Big Gamble
10. The Defector
11. The Empty Parachute
12. The Antique
13. Is There a Traitor in the House?
14. At Last-Schultz Knows Something
15. How's the Weather?
16. Get Fit or Go Fight
17. Fat Hermann, Go Home
18. The Softer They Fall
19. Gowns by Yvette
20. One Army at a Time
21. Standing Room Only
22. Six Lessons From Madame LaGrange
23. The Sergeant's Analyst
24. The Merry Widow
25. Crittendon's Commandos
26. Klink's Escape

### Säsong 6
1. Cuisine à la Stalag 13
2. The Experts
3. Klink's Masterpiece
4. Lady Chitterly's Lover (1)
5. Lady Chitterly's Lover (2)
6. The Gestapo Takeover
7. Kommandant Schultz
8. Eight O'clock and All is Well
9. The Big Record
10. It's Dynamite
11. Operation Tiger
12. The Big Broadcast
13. The Gypsy
14. The Dropouts
15. Easy Come, Easy Go
16. The Meister Spy
17. That's No Lady, That's My Spy
18. To Russia Without Love
19. Klink for the Defense
20. The Kamikazes Are Coming
21. Kommandant Gertrude
22. Hogan's Double Life
23. Look at the Pretty Snowflakes
24. Rockets or Romance